# NGC 3609
NGC 3609 é uma galáxia espiral (Sab) localizada na direcção da constelação de Leo. Possui uma declinação de +26° 37' 31" e uma ascensão recta de 11 horas, 17 minutos e 50,6 segundos.